# Asiotoxum parapulcher
Asiotoxum parapulcher är en insektsart som beskrevs av Dlabola 1961. Asiotoxum parapulcher ingår i släktet Asiotoxum och familjen dvärgstritar. Inga underarter finns listade i Catalogue of Life.